# ولی فورد (کالیفرنیا)
ولی فورد (به انگلیسی: Valley Ford) یک منطقهٔ مسکونی در ایالات متحده آمریکا است که در شهرستان سونوما، کالیفرنیا واقع شده‌است. ولی فورد ۶٫۸۴۲ کیلومتر مربع مساحت و ۱۴۷ نفر جمعیت دارد و ۱۶ متر بالاتر از سطح دریا واقع شده‌است.